# Conjunt d'habitatges al carrer del Remei, 25-31 (Vic)
El Conjunt d'habitatges al carrer del Remei, 25-31 és una obra barroca de Vic (Osona) inclosa a l'Inventari del Patrimoni Arquitectònic de Catalunya.

## Descripció
Edificis civils. Conjunt de quatre cases amb estructures molt semblants, llevat d'algunes que han estat reformades. Consten de planta baixa i dos pisos. A la planta s'hi obre portals rectangulars i dos d'ells tenen un de més petit al costat. Al primer pis s'hi obren balcons amb petites llosanes de pedra i una finestra amb ampit. Al segon pis la mida de les obertures és més reduït.
El voladís de la teulada és força ampli i presenta bigues de fusta i llosetes. Cal remarcar que totes les obertures són de pedra picada i les baranes dels balcons de forja. L'estat de conservació és força bo.

## Història
Edificis que són originaris del 1788 com indiquen les inscripcions de les llindes. Segurament hi ha intervencions posteriors. La nº 25 fou reformada el 1941, la 27 el 1943 i el 1945 per J. Masferrer, M. Anglada i D. Cumeras respectivament.
L'origen més remot del carrer del Remei el podem trobar al construir-se l'oratori a l'extrem del carrer Sant Pere als segles xiii i xiv. Lloc de culte que va desaparèixer al segle xviii quan es feu el traçat de la carretera de Sentfores. Aleshores el temple es traslladà a l'altre extrem de l'actual carrer del Remei i s'hi establiren els Franciscans fins que el 1936 fou incendiada. El 1958 s'hi bastí l'església actual.
El carrer va patir les conseqüències de l'aiguat de 1863 que va malmetre gran part de les cases del carrer.